# Кадочникова Лариса Валентинівна
Лари́са Валенти́нівна Ка́дочникова (нар. 30 серпня 1937, Москва) — радянська й українська акторка театру і кіно, художниця. Лауреатка Державної премії України ім. Тараса Григоровича Шевченка (1991). Народна артистка України (1992). Членкиня Національної Спілки кінематографістів України.

## Життєпис
Народилася в родині художника та режисера Валентина Кадочникова і акторки Ніни Алісової. Батько помер 1942 року в Алма-Аті від запалення легенів. Мати — лауреатка Сталінської премії, заслужена артистка РРФСР. Молодший брат — кінооператор Вадим Алісов, народний артист Росії.
1955 року вступила на акторський факультет Всесоюзного державного інституту кінематографії. Займалася у майстерні Ольги Пижової та Бориса Бібікова.
У 1959 році дебютувала в кіно, виконала роль дружини художника у стрічці «Василь Суриков».
1961 року завершила навчання, після чого потрапила до театру «Современник»: допомагала знайомому показати етюд, йому відмовили, а її відмітила Галина Волчек, та запросила до трупи Олега Єфремова.
1963 року виконала роль Марічки у фільмі «Тіні забутих предків» Сергія Параджанова.
З 1964-го — акторка Київського театру російської драми імені Лесі Українки (нині «Національний академічний драматичний театр імені Лесі Українки»).
Була музою художника Іллі Глазунова, після чого 18 років прожила у шлюбі з кінематографістом Юрієм Іллєнком. Другим чоловіком став директор театру імені Лесі Українки Михайло Саранчук, спільно з яким під псевдонімом Мішель Кадо написала п′єсу «Музика кохання», присвячену стосункам французької письменниці Жорж Санд та польського композитора Фридерика Шопена. Прем′єрний показ вистави «Музика кохання. Бенефіс Лариси Кадочнікової» відбувся на сцені театру ім. Лесі Українки у грудні 2021 року.
Малює картини – відтворює на папері свої сни, «роботи вишукані, незвичайні, вражають багатством асоціацій». Персональні виставки проходили у Києві, Москві, Німеччині, Швеції.
Авторка книги спогадів, яка 2008 року вийшла друком у вінницькому видавництві «Глобус-Прес».
2013 року кінорежисер Дмитро Томашпольський створив повнометражний документальний фільм «Лариса Кадочникова. Автопортрет» (співрежисерка Лариса Кадочникова). Наступною спільною роботою став документальний фільму Дмитра Томашпольського 2022 року «Лариса Кадочникова. Війна» (зйомки відбулися під час повномасштабного вторгнення), отримав відзнаку «Найкращий документальний фільм про війну» на Українському міжнародному кінофестивалі у Великій Британії «ПТАХ» (2023).

## Погляди
У 2014 році, після анексії Криму Росією, зізнавшись, що «не дуже розбирається в політиці та законах», заявила: «Я єдине можу сказати, що ніколи я не матиму ненависті до Росії. Я так люблю цю країну, свою рідну країну, де говорять мовою Пушкіна, Тургенєва, Толстого, Пастернака, Ахматової. Я люблю Україну, мовою якої говорили Шевченко, Стус, Драч, Леся Українка. І я єдине прошу, щоб ми зупинилися на мить і одумалися, навіщо все це робиться і до чого це приведе».
8 січня 2025 року, на церемонії нагородження лауреатів премії Національної спілки кінематографістів України ім. Сергія Параджанова у Будинку кіно, розповідаючи історію про те, як Сергій Параджанов повернувся до Києва з в’язниці , відмовилась говорити українською мовою на прохання журналіста, що попросив її виступати українською: «Я українською мовою граю в театрі. Ви мене вибачте, але я маю право говорити хоч англійською. Будь ласка, поважайте мене. Я багато зробила для України. Я нікуди не виїжджала, я тут і граю в театрі вистави українською мовою. Я хотіла ще сказати найголовніше, ми повинні любити одне одного і розуміти: Україна — одна. Якщо ми будемо ворогувати й ненавидіти за дрібниці одне одного — то ми загинемо». Цей вчинок Кадочникової підтримав письменник Василь Сторчак, який на знак солідарності теж оголосив про свою відмову від української та перехід на російську мову.

## Роботи в театрі
Театр «Современник» (м. Москва)
Грала у виставах «П′ята колона» за Ернестом Гемінґвеем (Аніта) «Призначення» Олександра Володіна, в казці «Голий король» за п′єсою Євгена Шварца (Принцеса), «Третє бажання» за п′єсою Братислава Блажека (Віра).
Національний академічний драматичний театр імені Лесі Українки (м. Київ)
У театрі ім. Лесі Українки зіграла понад 50 ролей, зокрема Дездемону в «Отелло», Ларису в «Безприданниці», Ольгу Кніппер-Чехову у спектаклі «Насмішкувате моє щастя», який ішов на сцені впродовж понад 50 років.
- 1964 — «Шануй батька свого»
- 1964 — «104 сторінки про кохання» Едварда Радзінського
- 1965 — «На дикому брезі» Бориса Польового
- 1965 — «Дачники» Максима Горького
- 1965 — «Недоторка»
- 1965 — «Хто за? Хто проти?»
- 1966 — «Піднята цілина» за романом Михайла Шолохова
- 1966 — «Насмішкувате моє щастя» — Ольга Кніппер-Чехова
- 1966 — «Зустрічі пізні та ранні»
- 1967 — «Традиційний збір»
- 1968 — «Озирнися в гніві» Д. Осборна
- 1970 — «Розгром» А. Фадєєва
- 1972 — «Найостанній день» Б. Васильєва
- 1972 — «Птахи нашої молодості»
- 1972 — «Друге побачення»
- 1973 — «Безприданниця» Олександра Островського
- 1973 — «Транзит»
- 1974 — «Останні дні»
- 1974 — «Вечірнє світло»
- 1975 — «Інтерв'ю в Буенос-Айресі» Г. Боровика
- 1976 — «Як важливо бути серйозним» Оскара Вайльда
- 1977 — «Ця маленька земля»
- 1978 — «Лихо з розуму» за п'єсою Олександра Грибоєдова
- 1978 — «Отелло» за «п'єсою» Вільяма Шекспіра
- 1979 — «Сподіватися»
- 1982 — «Вишневий сад» за п'єсою Антона Чехова
- 1982 — «Гравець» за романом Федора Достоєвського
- 1982 — «Межа спокою»
- 1982 — «Не був… не перебував… не брав участь»
- 1983 — «Філумена Мартурано» Едуардо Де Філіппо
- 1985 — «ОБІЖ»
- 1985 — «Рядові»
- 1986 — «Хижаки»
- 1987 — «Сніданок з невідомими»
- 1987 — «Священні чудовиська» за п'єсою[fr] Жана Кокто; реж. Роман Віктюк
- 1987 — «Мар'я»
- 1988 — «Ціна»
- 1992 — «Дама без камелій» за п'єсою Теренса Реттігана; реж. Роман Віктюк
- 1991 — «Без провини винні» Олександра Островського
- 1993 — «…п'ять пудів кохання» за п'єсою «Чайка» Антона Чехова
- 1993 — «Генерали в спідницях»
- 1994 — «Будинок, де все шкереберть»
- 1996 — «Двері ляскають»
- 1999 — «Розлучення по-російськи»
- 2000 — «Ревізор» Миколи Гоголя — Анна Андріївна, дружина городничого
- 2001 — «І все це було… і все це буде…»
- 2001 — «Пані міністерша» Бранислава Нушича — пані Ната Стефанович
- 2009 — «Янголятко, або Сексуальні неврози наших батьків» Лукаса Берфуса — Мати
- 2011 — «Квартет» Рональда Гарвуда — Сессілі Робсон
- 2016 — «Суміш небес і балагана»
- 2018 — «Актрисі завжди вісімнадцять…» — Сара Бернар
- 2021 — «Музика кохання. Бенефіс Лариси Кадочнікової» за п'єсою «Жорж і Фридерик. Вона та Він» Мішель Кадо; реж. Станіслав Сукненко — Жорж Санд[22][23]
- 2024 — «Соло для ударних…» за мотивами п'єси «Соло для годинника з передзвоном» Освальда Заградника; реж. Валентин Козьменко-Делінде — синьйора Конті

Інші театри
- «Чайка» за однойменною п'єсою Антона Чехова; реж. Віктор Кошель — Ірина Миколаївна Аркадіна, акторка (Київський класичний художній альтернативний театр)

## Фільмографія
- 1959 — Василь Суриков — Єлизавета Августівна Сурикова, дружина художника
- 1960 — Мічман Панін — Жозефіна
- 1960 — Воскресіння — Дячиха
- 1963 — Вулиця Ньютона, будинок 1 — Лариса, працівниця бібліотеки
- 1964 — Тіні забутих предків — Марічка
- 1965 — Часе, вперед! — Катя
- 1965 — Криниця для спраглих — Соломія
- 1968 — Вечір на Івана Купала — Підорка
- 1969 — Комісари — Шура, вчителька
- 1971 — Білий птах з чорною ознакою — Дана
- 1972 — Наперекір усьому — Бояна
- 1973 — Червоний агат — Ганнуся
- 1974 — Мріяти і жити — Марія, акторка
- 1974 — Важкі поверхи — Віра
- 1975 — На край світу… — лікарка
- 1976 — Час — московський — Ганна
- 1976 — Припустимо — ти капітан... — мати
- 1978 — Море — Віра
- 1979 — Зліт — Варвара Євграфівна, дружина Ціолковського
- 1980 — Червоне поле — Кіра Миколаївна
- 1980 — Чорна курка, або Підземні жителі — матінка
- 1981 — Історія одного кохання — Анна Олексіївна
- 1981 — Нехай він виступить — Маргарет Чалмерс, дочка Ентоні Старкуетера, дружина Томаса Чалмерса, мати Томмі
- 1988 — Блакитна троянда — епізод
- 1992 — Київські прохачі
- 2005 — Дідусь моєї мрії
- 2006 — Сьоме небо
- 2008 — Сюрприз
- 2010 — Мама напрокат
- 2012 — Наречена мого друга
- 2012 — Політ метелика
- 2012 — Порох і дріб
- 2013 — Шеф поліції
- 2013 — F63.9 Хвороба кохання — пані з таксою
- 2014 — Турецький транзит
- 2015 — Офіцерські дружини

## Нагороди та визнання
- 1991 — Державна Премія УРСР імені Тараса Шевченка у галузі кінематографії — за художній фільм «Тіні забутих предків» Київської ордена Леніна кіностудії художніх фільмів імені О. П. Довженка (у складі колективу)[24] Розповідь акторки про картину, 17.08.2022 року.
- 1992 — Народна артистка України
- 1996 — «Київська пектораль»
  - Номінація в категорії «Найкраще виконання жіночої ролі» («Вдови»)
- 1997, 19 серпня — Орден «За заслуги» III ступеня — за визначні досягнення у праці, що сприяють економічному, науково-технічному і соціально-культурному розвиткові України, та з нагоди шостої річниці незалежності України[25]
- 2004 — Народний артист Росії
- 2007, 20 серпня — Орден «За заслуги» II ступеня — за значний особистий внесок у соціально-економічний, культурний розвиток Української держави, вагомі трудові досягнення та з нагоди 16-ї річниці незалежності України[26]
- 2010 — Всеукраїнська премія «Жінка III тисячоліття» — відзнака у номінації «Знакова постать» (2010)
- 2013, 27 березня — Орден «За заслуги» I ступеня — за вагомий особистий внесок у розвиток українського театрального мистецтва, значні творчі здобутки, високу професійну майстерність та з нагоди Міжнародного дня театру[27]
- 2017 — Перша Національна кінопремія «Золота дзиґа» — Премія за внесок у розвиток українського кінематографа
- 2018 — «Київська пектораль» — Визначний внесок у театральне мистецтво